# 刺尾鸫
，是雀形目刺尾鸫科的一种鸟类。
刺尾鸫体重约58.06克，翼长约88.1毫米，嘴峰长约15.7毫米，喙宽度约3.5毫米，喙厚度约5毫米，跗蹠长约29.9毫米，尾长约84.7毫米。刺尾鸫在其分布区内为留鸟，其栖息在密集的高大树木组成的森林中，食性为肉食性，主要食物来源是陆生无脊椎动物。
刺尾鸫分布于澳大利亚东部。该物种是单型物种，没有亚种分化。